# تايآن (محافظة)
محافظة تايآن (تايآن غون) هي محافظة تقع في مقاطعة تشنغتشونغ الجنوبية، كوريا الجنوبية.

## وصلات خارجية
- الموقع الإلكتروني للمحافظة